# بلدة ويلدا (كانساس)
بلدة ويلدا هي بلدة في مقاطعة أندرسون، كانساس، الولايات المتحدة الأمريكية. اعتبارًا من تعداد 2010، كان عدد سكانها 290.

## روابط خارجية
- مدينة سيتي.كوم
- 365 دولارًا أمريكيًا، المنطقة التعليمية المحلية